# Monte Sobretta
Monte Sobretta — szczyt w masywie Gruppo Sobretta-Gavia, części Alp Retyckich, w Alpach Wschodnich. Leży w północnych Włoszech, w prowincji Sondrio. Jest najwyższym szczytem tej grupy. Znajduje się na południowy zachód od Bormio.